# Шаолиньский богомол
«Шаолиньский богомол» (англ. Shaolin Mantis, кит. трад. 螳螂, пиньинь Táng Láng, палл. Тан лан, буквально: «Богомол») — гонконгский художественный фильм в жанре боевых искусств 1978 года, срежиссированный Лю Цзяляном.

## Сюжет
Вэй Фэн, молодой учёный, привлечённый императором, чтобы тот проник в шайку повстанцев семьи Тянь. Задача Фэна состоит в том, чтобы собрать доказательства связи семьи Тянь с патриотами империи Мин, шпионской сетью повстанцев и действий, направленных против империи Цин. Если же Фэн не выполнит своё задание, его собственная семья понесёт за это наказание.
Фэн знакомится с Чжичжи, внучкой лидера группы повстанцев. Когда он нанят в качестве нового учителя девушки, он понимает, что это лучшая возможность для проникновения в повстанческий клан. Ситуация осложняется, когда Чжичжи влюбляется в Фэна и в то же время шпионы её деда раскрывают истинные мотивы Фэна. Узнав о том, что Фэна собираются убить, девушка просит сохранить ему жизнь. Учитель Тянь, не желая страданий своей внучке, решает, что если Чжичжи сможет убедить Фэна жениться на ней и никогда не покидать их семейную резиденцию, Фэна оставят в живых. В случае отказа Фэн будет сразу убит.
Император хвалит Фэна и его отца за успехи сына в ликвидации всего гнезда бунтарей и разоблачении шпионской сети. Когда император предлагает тост, Чжэнъюань отравляет вино в своей чашке и чашке сына. Как только Фэн выпивает вино, его отец с гордостью заявляет о своей преданности мятежникам. Шокированный сын обращается к отцу, который объясняет, что фактически Фэн помог тирану убить героев, работавших над свержением действующего режима. Чжэнъюань умирает во время прихода воинов-защитников императора, а Фэн сражается с ними.

## В ролях
- Дэвид Цзян — Вэй Фэн, сын Вэй Чжэнъюаня
- Лили Ли[англ.] — Ван Ши, мать Чжичжи
- Лау Кавин[англ.] — учитель Тянь, дед Чжичжи
- Сесилия Вон[кит.] — Тянь Чжичжи
- Норман Чхёй[кит.] — четвёртый дядя
- Фрэнки Вэй[кит.] — император Канси
- Уилсон Тхон — третий дядя
- Джон Чён — Тянь Чжун
- Лэй Хойсан[кит.] — монгольский воин
- Гордон Лю[англ.] — боевой монах
- Цзин Мяо — Вэй Чжэнъюань, учёный кабинета Юйшуфан
- Тереза Ха[кит.] — первая тётка Чжичжи
- Вон Чхинхо — учитель Ван
- Лёнь Качёнь — Маленький Толстяк, слуга дома Тянь

## Сборы
Премьера фильма в Гонконге состоялась 28 июня 1978 года. Сумма кассовых сборов за десять дней проката там составила 1 620 656 HK$.

## Отзывы
Кинокритик с ресурса Heroic Cinema в целом положительно написал про фильм, поставив оценку в 7,5 баллов из 10: положительно критик отозвался о боевых сценах, Дэвиде Цзяне, но отметил провисание сюжета в третьем акте, которое, тем не менее, компенсируется хорошими боевыми сценами.